# Marley i ja: Życie, miłość i najgorszy pies świata
Marley i ja: Życie, miłość i najgorszy pies świata (oryg. Marley & Me: Life And Love With the World's Worst Dog) – powieść autobiograficzna Johna Grogana opowiadająca historię psa Marleya i jego właścicieli - Johna i Jenny.
Marley - labrador retriever - jest nieznośnym i krnąbrnym psem, który demoluje dom i ogród oraz zostaje usunięty ze szkoły tresury za brak postępów. Jednocześnie jest wiernym i niezawodnym przyjacielem, który uczy swoich właścicieli, co jest najważniejsze w życiu.
Na podstawie powieści nakręcony został film Marley i ja.